# جایزه بزرگ آرژانتین ۱۹۸۰
جایزه بزرگ آرژانتین ۱۹۸۰ (انگلیسی: ‎1980 Argentine Grand Prix‎) یک مسابقهٔ موتوری در رشتهٔ اتومبیل‌رانی فرمول یک بود که در تاریخ ۱۳ ژانویهٔ ۱۹۸۰ در پیست اتومبیل‌رانی اسکار آلفردو گالوز واقع در بوئنوس آیرس، آرژانتین برگزار شد. این گراند پری در میان ۱۴ گراند پری در فصل ۱۹۸۰، مسابقهٔ شمارهٔ ۱ بود.
در این مسابقه که در ۵۳ دور و به مسافت ۳۰۷٫۹۳ کیلومتر (۱۹۱٫۳۳۹ مایل) برگزار شد، پول پوزیشن توسط آلن جونز کسب شد و سریع‌ترین زمان برای طی یک دور پیست که برابر با ۱:۵۰٫۴۵ بود نیز توسط آلن جونز به ثبت رسید.
آلن جونز از تیم ویلیامز-فورد، نلسون پیکه از تیم برابام-فورد و ککه روسبرگ از تیم فیتیپالدی-فورد به‌ترتیب مقام‌های اول تا سوم مسابقه را کسب کردند.

## رده‌بندی قهرمانی پس از مسابقه
| جایگاه | راننده         | امتیاز |
| ------ | -------------- | ------ |
| ۱      | آلن جونز       | ۹      |
| ۲      | نلسون پیکه     | ۶      |
| ۳      | ککه روسبرگ     | ۴      |
| ۴      | درک دالی       | ۳      |
| ۵      | برونو جیاکوملی | ۲      |
| منبع:  |                |        |

| جایگاه | سازنده         | امتیاز |
| ------ | -------------- | ------ |
| ۱      | ویلیامز-فورد   | ۹      |
| ۲      | برابام-فورد    | ۶      |
| ۳      | فیتیپالدی-فورد | ۴      |
| ۴      | تایرل-فورد     | ۳      |
| ۵      | آلفا رومئو     | ۲      |
| منبع:  |                |        |

یادداشت
- تنها پنج جایگاه نخست از هر رده‌بندی نمایش داده شده است.